# NAD(P)H dehidrogenaza (hinon)
NAD(P)H dehidrogenaza (hinon) (EC 1.6.5.2, menadionska reduktaza, filohinonska reduktaza, hinonska reduktaza, dehidrogenaza, redukovani nikotinamid adenin dinukleotid (fosfat, hinon), DT-dijaforaza, flavoprotein NAD(P)H-hinon reduktaza, menadionska oksidoreduktaza,  dehidrogenaza, NAD(P)H menadion reduktaza, NAD(P)H-hinon dehidrogenaza, NAD(P)H-hinon oksidoreduktaza, NAD(P)H: (hinon-akceptor)oksidoreduktaza, NAD(P)H:menadion oksidoreduktaza, NADH-menadionska reduktaza, naftohinonska reduktaza, p-benzohinonska reduktaza, redukovani NAD(P)H dehidrogenaza, vitamin K reduktaza, dijaforaza, redukovani nikotinamid-adenin dinukleotid (fosfat) dehidrogenaza, vitamin-K reduktaza,  dehidrogenaza (hinon), NQO1, QR1, NAD(P)H:(hinon-akceptor) oksidoreduktaza) je enzim sa sistematskim imenom NAD(P)H:hinon oksidoreduktaza. Ovaj enzim katalizuje sledeću hemijsku reakciju
+ + hinon {\displaystyle \rightleftharpoons } + + hidrohinon
Ovaj enzim je flavoprotein. On katalizuje dvoelektronsku redukciju i ima prefereniju za kratkolančane nononske akceptore, kao što su ubihinon, benzohinon, juglon i durohinon.

## Literatura
- Nicholas C. Price; Lewis Stevens (1999). Fundamentals of Enzymology: The Cell and Molecular Biology of Catalytic Proteins (Third изд.). USA: Oxford University Press. ISBN 019850229X.
- Eric J. Toone (2006). Advances in Enzymology and Related Areas of Molecular Biology, Protein Evolution (Volume 75 изд.). Wiley-Interscience. ISBN 0471205036.
- Branden C; Tooze J. Introduction to Protein Structure. New York, NY: Garland Publishing. ISBN 0-8153-2305-0.
- Irwin H. Segel. Enzyme Kinetics: Behavior and Analysis of Rapid Equilibrium and Steady-State Enzyme Systems (Book 44 изд.). Wiley Classics Library. ISBN 0471303097.

## Spoljašnje veze
- NAD(P)H+dehydrogenase+(quinone) на 